# Acacia chiapensis
Acacia chiapensis är en ärtväxtart som beskrevs av William Edwin Safford.
Acacia chiapensis ingår i släktet akacior och familjen ärtväxter. IUCN kategoriserar arten globalt som livskraftig. Inga underarter finns listade i Catalogue of Life.